# Ascorhynchus miniscapus
Ascorhynchus miniscapus là một loài nhện biển trong họ Ascorhynchidae. Loài này thuộc chi Ascorhynchus. Ascorhynchus miniscapus được miêu tả khoa học năm 1993 bởi Stock.